# Rihei Sano
Rihei Sano (Prefectura de Shizuoka, Japó, 21 de setembre de 1912), és un exfutbolista japonès.

## Selecció japonesa
Rihei Sano va disputar 2 partits amb la selecció japonesa.